# Каретзопулос, Лукас
Лукас Каретзопулос - греческий пловец в ластах.

## Карьера
Чемпион мира на дистанциях 50 и 100 метров в ластах, многократный призёр чемпионатов мира.
Чемпион Европы на дистанции 100 метров в ластах, многократный призёр чемпионатов Европы.
Многократный чемпион Греции.
С чемпионата мира 2016 года привёз серебро и бронзу. Победил на дистанции 50 м на чемпионате мира 2018 года.